# Arto Noras
Arto Erkki Noras, född 12 maj 1942 i Åbo, är en finländsk cellist.
Noras studerade vid Sibelius-Akademin för Yrjö Selin och från 1962 vid konservatoriet i Paris för Paul Tortelier, diplom (Premier Prix) 1964. Två år senare vann han andra pris vid Internationella Tjajkovskijtävlingen i Moskva, och har därefter räknats till Finlands allra främsta instrumentalister. År 1984 erhöll han Pro Finlandia-medaljen.
Noras har undervisat vid Åbo musikinstitut och vid Sibelius-Akademin, där han 1971 blev professor i cellospel. Han har uppträtt som solist och som kammarmusiker i Finland samt i Europa, Nord- och Sydamerika samt i Japan och Korea. Han har gjort åtskilliga skivinspelningar, även med Sibelius-Akademins stråkkvartett. 1980 grundade han Nådendals musikfestspel. Han är även initiativtagare till Paulo-stiftelsens internationella cellotävling, som sedan 1991 har hållits ungefär vart femte år.